# Geelong Tour
Le Geelong Tour est une ancienne course cycliste par étapes féminine australienne disputée dans l'État de Victoria. Créé en 2003, il faisait partie du calendrier de l'Union cycliste internationale en catégorie 2.2 jusqu'en 2008, puis en 2.3 jusqu'à sa disparition. Il précédait de quelques jours la Geelong World Cup.

## Palmarès
| Année | Vainqueur         | Deuxième            | Troisième            |
| ----- | ----------------- | ------------------- | -------------------- |
| 2003  | Olivia Gollan     | Katie Mactier       | Margaret Hemsley     |
| 2004  | Oenone Wood       | Katie Mactier       | Katherine Bates      |
| 2005  | Oenone Wood       | Susanne Ljungskog   | Judith Arndt         |
| 2006  | Oenone Wood       | Melissa Holt        | Svetlana Boubnenkova |
| 2007  | Nicole Cooke      | Larissa Kleinmann   | Judith Arndt         |
| 2008  | Christiane Soeder | Ina-Yoko Teutenberg | Susanne Ljungskog    |
| 2009  | Carly Light       | Louise Kerr         | Jenny McPherson      |
| 2010  | Joanne Hogan      | Laura Luxford       | Zoe Watters          |
| 2011  | Rebecca Wiasak    | Kendelle Hodges     | Jessica Mundy        |